# Nyctemera montana
Nyctemera montana là một loài bướm đêm thuộc phân họ Arctiinae, họ Erebidae.